# Heliactin bilophus
El colibrí cornudito (Heliactin bilophus), también denominado coqueta cola de espinas o colibrí cuernos de oro, es una especie de ave apodiforme de la familia Trochilidae, la única perteneciente al género monotípico Heliactin. Es nativo de América del Sur.

## Distribución y hábitat
Se distribuye aisladamente en el extremo sur de Surinam, en el norte de Brasil (Amapá) y desde el sur de Maranhão y Rio Grande do Norte hacia el sur hasta el norte de Sâo Paulo, al oeste hasta el oeste de Mato Grosso, irregularmente hasta Rondônia), hasta el este de Bolivia (Santa Cruz). Registrado también en Acre (extremo oeste de Brasil) y sur de Amazonas.
Esta especie es considerada localmente común en sus hábitats naturales: los bosques en galería, cerrados, pastizales abiertos y jardines hasta los 1000 m de altitud, pero es más abundante por debajo de los 500  m. Forrajea en los estratos bajo y medio del bosque.

## Descripción
El macho presenta un penacho con mechones a cada lado de la cabeza, de colores azul, rojo y dorado. El dorso es de color verde iridiscente. El cuello, la garganta y la parte superior del pecho son negros y es blanco hacia el vientre. Tiene la cola larga y afilada. La hembra se distingue del macho porque no presenta el copete de colores brillantes en la cabeza, que al igual que el dorso es de color verdoso, bronceado, oliváceo o grisáceo. Pesa cerca de 2 g y mide 8 a 10 cm de longitud.

## Comportamiento
Su dieta normal consiste en néctar y pequeños insectos. Bate las alas hasta 90 veces por segundo figurando así en el Libro Guinness de los Récords como el pájaro con el mayor número de aleteos por segundo.

## Estado de conservación
La Unión Internacional para la Conservación de la Naturaleza cataloga al colibrí cornudito como especie bajo preocupación menor. Aunque se desconoce el número de ejemplares de su población, se cree que está aumentando. Es localmente común, ocurre en varias áreas protegidas y utiliza hábitats creados por el hombre, como jardines. También parece estar ampliando su gama. Sin embargo, la principal amenaza que enfrenta esta especie es la pérdida de hábitat.

## Sistemática

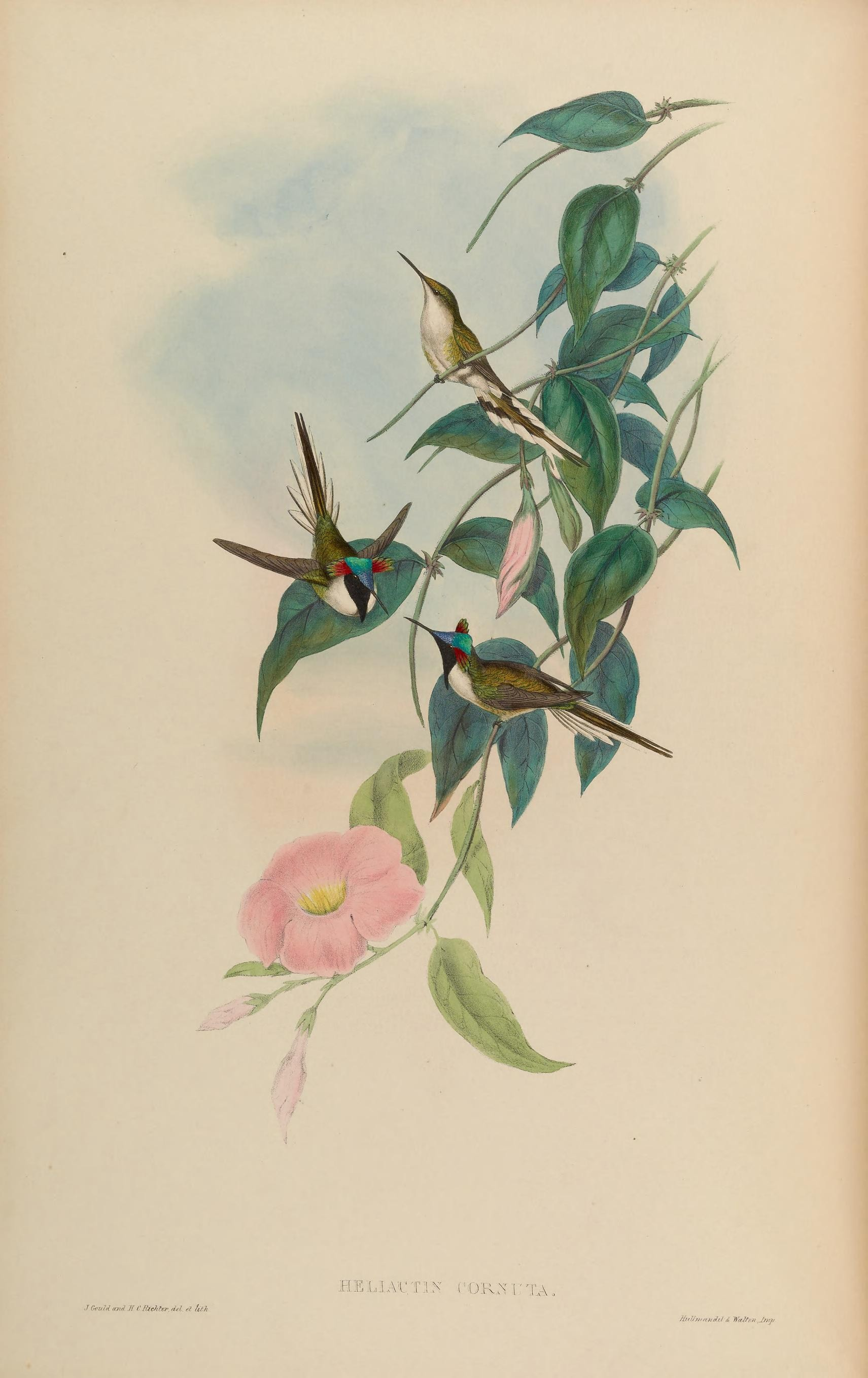
Heliactin cornuta sinónimo de Heliactin bilophus, ilustración de Gould y Richter en A monograph of the Trochilidae, or family of humming-birds vol. 4, 1861.

### Descripción original
La especie H. bilophus fue descrita por primera vez por el naturalista neerlandés Coenraad Jacob Temminck en 1820 bajo el nombre científico Trochilus bilophus; la localidad tipo no fue dada.
El género Heliactin fue propuesto por el ornitólogo alemán Friedrich Boie en 1831, y Trochilus bilophus fue subsecuentemente designada como la especie tipo.

### Etimología
El nombre genérico femenino «Heliactin» se compone de las palabras del griego «hēlios» que significa ‘sol’, y «atkin, atkinos» que significa ‘rayo de sol’; y el nombre de la especie «bilophus», se compone de las palabras del latín «bi» que significa ‘doble’, y del griego «lophos» que significa ‘cresta’.

### Taxonomía
La posición sistemática de la presente especie es incierta; la morfología externa y el comportamiento indicarían una afinidad próxima con Heliothryx y Loddigesia mirabilis (aunque esta última ahora se sabe muy próxima de Eriocnemis). Ya fue frecuentemente designada como H. cornutus, pero bilophus tiene prioridad por un año. Es monotípica.